# Larz-Kristerz
Larz-Kristerz är ett dansband från Älvdalen bildat våren 2001. 
Ett av bandets kännetecken är att de föredrar Hagströms lokalt tillverkade instrument och ljudutrustning. Ett annat är scenklädseln som designmässigt starkt påminner om den utstyrsel många svenska dansband använde under 1970-talet, en period i svensk dansbandshistoria som även är ett genomgående tema i bandets musikaliska inriktning. Larz-Kristerz har belönats med fem Guldklavar och en Grammis. 
Bandet fick sitt stora genombrott i och med segern i Dansbandskampen 2008. Larz-Kristerz album Hem till dig har sålts i över 120000 exemplar. Uppföljaren Om du vill släpptes 30 september 2009, och hade sålt platina en vecka senare. De belönades även med en Grammis i kategorin Årets dansband 2009.
Bandet blev historiskt i genren 2009 då de som första dansband någonsin toppade både album- och singellistan i Sverige. Detta tack vare en av deras största hits Carina.
2011 åkte bandet till Nashville och spelade in albumet ”Från Älvdalen Till Nashville” som sålde platina. 
Genom åren har Larz Kristerz samarbetat med ett flertal erkända artister och band som till exempel: Nisse Hellberg (Wilmer X), Peter Lemarc, Dan Hylander, Plura, Idde Schultz, KSMB, Kalle Moraeus, Billy Opel, The Boppers, Lasse Stefanz och Eva Eastwood. 
Ursprunget till Larz-Kristerz var dansbandet Jannkess som var aktivt åren 1985–1996 där medlemmarna Kent Lindén, Trond Korsmoe och Mikael Eriksson spelade. 
2020 deltog dansbandet i TV-programmet Dansa hemma, ett initiativ från SVT under coronapandemin.

## Medlemmar

### Nuvarande
- Peter Larsson – sång, gitarr (2001– )
- Trond Korsmoe – elbas, kontrabas, körsång (tidigare elgitarr) (2001– )
- Anders Tegnér – sång, elgitarr (2007, 2010– )
- Kent Lindén - Keyboards, dragspel, sång (2008-2010, 2022-
- Christer Sosa - Trummor (2022-

### Tidigare
- Stefan Nykvist – sång, piano, dragspel, munspel, gitarr (2001–2013)
- Morgan Korsmoe – elbas (2008–2010)
- Kent Lindén – sång, klaviatur (2008–2010)
- Torbjörn Eriksson – sång, klaviatur, dragspel (2001–2018)
- Mikael Eriksson – trummor (2001–2018)
- Daniel Wallin – trummor (2019–2020)[6]
- Mattias Bruhn – keyboards, dragspel, sång (2019–2022 )
- Robert Olsson – Trummor (2020–2022 )

## Dansbandskampen 2008

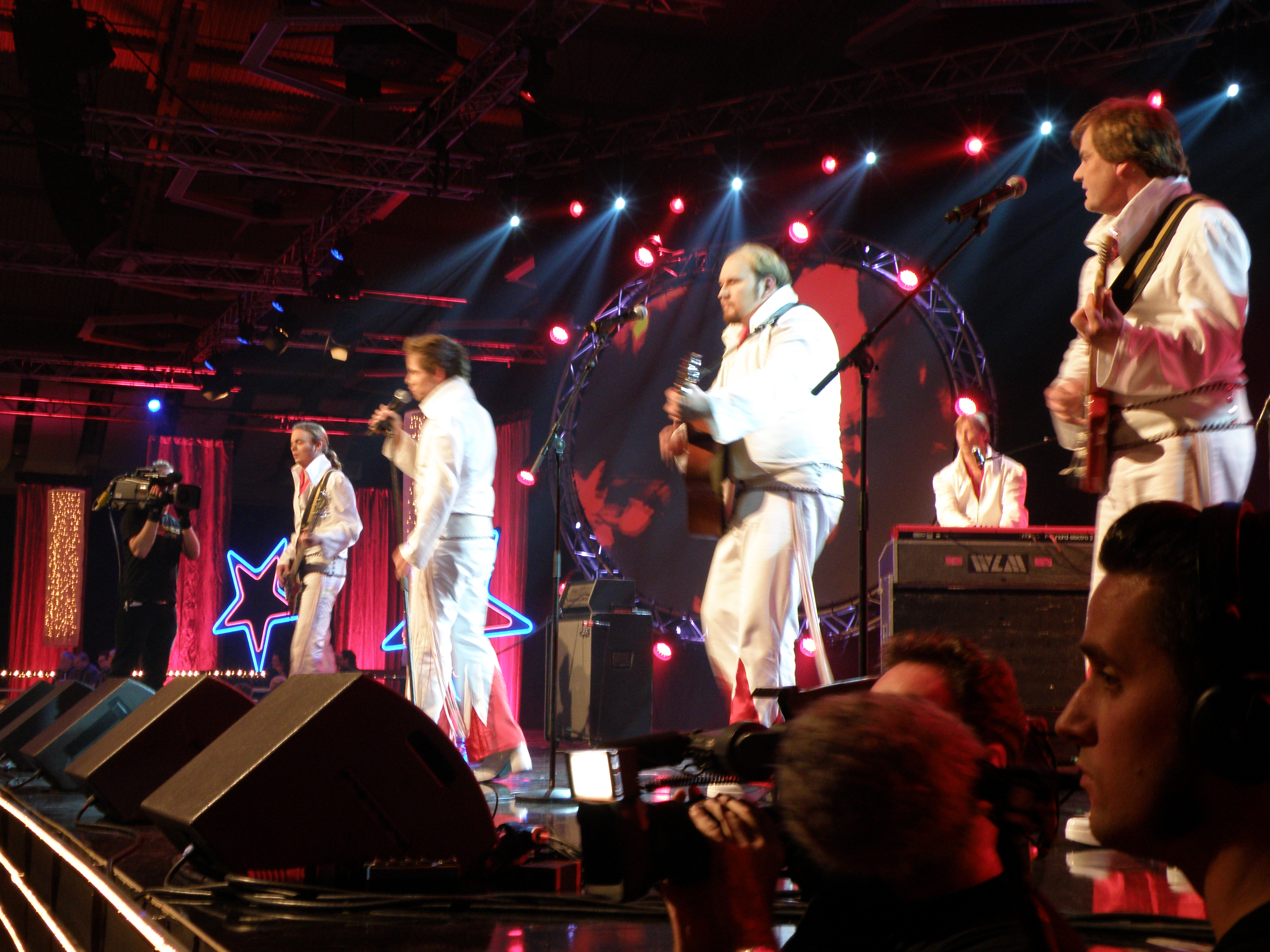
Larz-Kristerz framför låten Corrine, Corrina i Dansbandskampen 2008.

Larz-Kristerz deltog under perioden oktober–december 2008 i Dansbandskampen i Sveriges Television, där man slutligen segrade. Bandet kom in i den andra deltävlingen, där de slog ut Bengt Hennings, och gick vidare tillsammans med Scotts. 
|                 | Melodi 1                         | Melodi 2                |
| --------------- | -------------------------------- | ----------------------- |
| Deltävling två  | Yester-Me, Yester-You, Yesterday | Papaya Coconut          |
| Deltävling tre  | Purple Rain                      | Du är min man           |
| Deltävling fyra | We're Not Gonna Take It          | Corrine, Corrina        |
| Deltävling fem  | Kung för en dag                  | Lyssna till ditt hjärta |
| Deltävling sex  | I natt är jag din                | I Love Europe           |
| Deltävling sju  | Hey Ya                           | Dag efter dag           |
| Deltävling åtta | Sweet Child o' Mine              | Något som kan hända     |
| Finalen         | Purple Rain                      | Carina                  |

I sista momentet i finalen den 20 december 2008 ställdes Larz-Kristerz och Scotts mot varandra. De bägge banden framförde varsin tolkning av Inget stoppar oss nu. Larz-Kristerz stod som slutsegrare. Den uppmärksamhet bandet fick i samband med Dansbandskampen resulterade i ett skivkontrakt med Sony Music.
Larz-Kristerz och Scotts dominans i tävlingen ledde till regeländringar inför Dansbandskampen 2009.

## Efter Dansbandskampen 2008
I februari 2009 toppade bandet den svenska topplistan två gånger, först med singeln Carina och sedan med albumet Hem till dig. I oktober samma år intog bandet återigen förstaplatsen på svenska topplistan med Om du vill. Bandet gick från att vara ett hobbyprojekt till att vara ett av Sveriges mest populära dansband med omkring 150 inbokade spelningar 2009.

## Utmärkelser

### Guldklaven
- 2005: Larz-Kristerz var nominerade i klassen Årets uppstickare, men priset togs hem av Highlights.[13]
- 2008: Bandet tilldelades dansbandsprofilen Bjarne Lundqvists specialpris Årets Bjarne.[14]
- 2009: Guldklavengalan 2009 avgjordes i Malung den 12 juli, Larz Kristerz var nominerade i fyra kategorier; Årets låt, (Carina), Årets dansband, Årets Basist (Morgan Korsmoe), samt Årets Album (Hem till dig). Man tog hem priserna Årets låt och Årets dansband. Årets Album gick till Lasse Stefanz och årets basist likså.[15]
- 2010: Larz-Kristerz var inför Guldklavengalan 2010 nominerade i två kategorier: Årets sångare (Peter Larsson/Stefan Nykvist) samt Årets Album (Om du vill).[16] Årets Album gick till The Playtones för deras Rock'n'Roll Dance Party och Årets Sångare gick till Olle Jönsson i Lasse Stefanz[17]
- 2011: Larz-Kristerz var inför Guldklavengalan 2011 nominerade i två kategorier: Årets musiker (Mikael Eriksson) samt Årets Album (Små Ord Av Guld).[18] Larz Kristerz tog hem en guldklave för årets album (Små Ord Av Guld). Årets Musiker gick till Eric Iversen från Wisex.
- 2012: Larz-Kristerz belönades med guldklaven i kategorin Årets Album (Från Älvdalen till Nashville).[19]
- 2014: Peter Larsson och Sören "Sulo" Karlsson belönades med Guldklaven i kategorin Årets låt för sin komposition Det måste gå att dansa till.[20]
- 2015: Peter Larsson är nominerad som Årets sångare och 40 mil från Stureplan som årets album.
- 2017: Nominerade till årets Album (Rätt Å Slätt) och Anders Tegnér nominerad som årets musiker.
- 2019: Peter Larsson blir årets sångare i Guldklaven. Anders Tegnér nominerad till årets musiker.
- 2021 Nominerade för Årets Låt. ”Man Tänker På Henne Igen”.

### Grammis
- 2009: Larz-Kristerz blev utsedda till Årets dansband för albumet Hem till dig på Grammisgalan 2010[4].
- 2010: Larz-Kristerz nominerades i kategorin Årets dansband för albumet Små ord av guld inför Grammisgalan 2011.[21] Priset gick dock till Lasse Stefanz för albumet Texas.
- 2011: Larz-Kristerz var nominerade i kategorin Årets dansband för Från Älvdalen till Nashville.[22] Priset tilldelades dock Benny Anderssons orkester för albumet O klang och jubeltid.
- 2013: Larz Kristerz var nominerade i kategorierna Årets låt, årets album samt årets manliga artist. (Peter Larsson)
- 2014: Larz Kristerz nominerade för Årets Album ”Det Måste Gå Att Dansa Till”. Vinnare blev Elisas.
- 2015: Nominerade för Årets Album ”40 Mil Från Stureplan”. Vinnare blev Elisas.
- 2019: Nominerade för Årets Album ”Det Går Bra Nu”. Vinnare blev Blender.

### Övriga utmärkelser
- 2009: Årets nyföretagare i Älvdalens kommun[23]
- 2009: Älvdalens kommuns kulturpris[24]
- 2014: Larz Kristerz blev årets band på "Dalecarlia Music Awards".
- 2018: Nominerade till en Guldbagge för dokumentärfilmen ”Vill Du Dansa?”

## Övrigt uppmärksammande

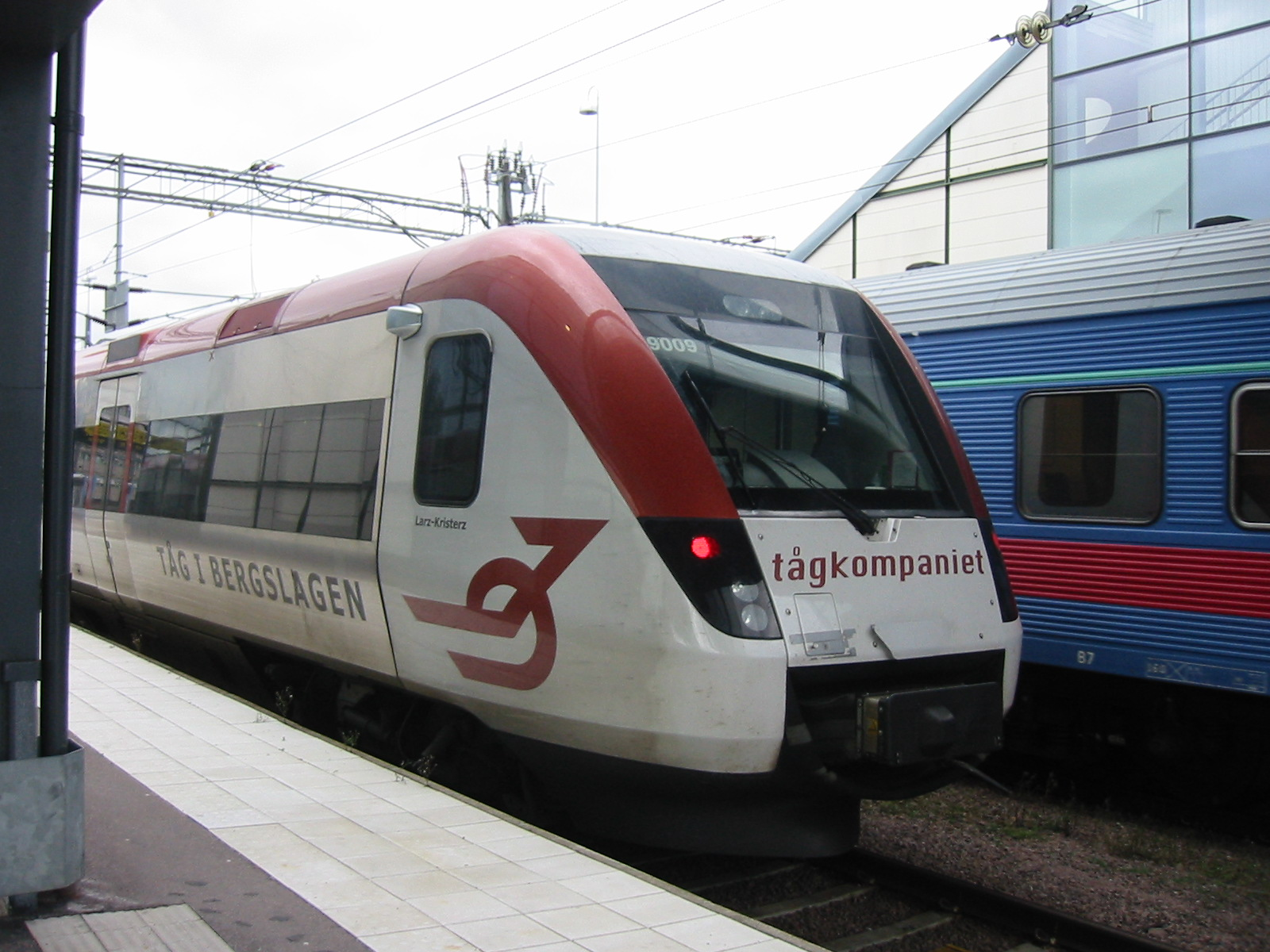
Tåget Larz-Kristerz på Västerås C.

- Tåg i Bergslagen har gett ett av sina Reginatåg namnet Larz-Kristerz. Tågets fordonsnummer är 9009.[25]

## Diskografi

### Album
- Stuffparty 1 – 2003
- Stuffparty 2 – 2004
- Stuffparty 3 – 2007
- Hem till dig – 2009
- Om du vill – 2009
- Små ord av guld (CD, Vinyl) – 2010
- Från Älvdalen till Nashville – 2011
- Det måste gå att dansa till – 2013
- 40 mil från Stureplan – 2014
- Våra bästa! – 2015 (samlingsalbum)
- Rätt å slätt – 2016
- Det går bra nu (CD, Vinyl) – 2018
- Lättare sagt än gjort (CD, Vinyl) – 2020
- Stuffparty 4 - 2021

### DVD
- Dansen inställd pga krogshow –  2012
- Vill du dansa? – 2018

### Singlar
- Carina – 2009
- Hem till dig – 2009
- Monte Carlo – 2009
- Här på landet/Dance With Somebody – 2011
- En pilsner i juni/Riktig Rockabilly – 2018
- Kurragömma –2019
- Man Tänker På Henne Igen/Min Sista Dans – 2020
- Du Var Precis Dig Lik/Get On A Plane/Lika Vacker Nu Som Då - 2021
- Knappt En Knapp Knäppt - 2021
- Här Kommer Mårtensson - 2021
- Fake News - 2021

### Melodier på Svensktoppen
- Carina – 2009
- Monte Carlo – 2009
- Är du lika ensam som jag? – 2010
- Det måste gå att dansa till – 2013
- Min Sista Dans (Bubblare 2020)
- Knappt En Knapp Knäppt (Bubblare 2021)

## Filmografi och TV-framträdanden
- 2020 Dansa Hemma (SVT)
- 2019 Stjärnornas Stjärna (TV4)
- 2016 Tack För Dansen (TV4)
- 2015 Sommarkrysset (TV4)
- 2013 – Lotta på Liseberg (TV-serie)
- 2013 – Moraeus med mera (TV-serie)
- 2012 –  Bingolotto (TV-serie) tillsammans med Eva Eastwood
- 2011 – 4 Stjärnors Middag (TV-serie) (Stefan Nykvist)
- 2011 – Fångarna på fortet (TV-serie)
- 2011 – Så Ska Det Låta (TV-serie) (Peter Larsson)
- 2009 – Körslaget (TV-serie) (Stefan Nykvist)
- 2009 – Allsång på skansen (TV-serie)
- 2009 – Babben & Co (TV-serie)
- 2008 – Dansbandskampen (TV-serie)
- 2003 – Hagström - Allt i musik (TV-serie)

Bandet har även gjort ett antal framträdande i TV-programmet Nyhetsmorgon.

## Krogshower
- Dansen inställd pga krogshow – 2011
- Aldrig Ramlösa – 2012
- Jesus 2013 år - tuta! – 2013
- Johannas Hylla – 2014
- Johannas Hylla - säsong 2 – 2015
- En krogshow rätt å slätt – 2017
- 17 år i folkets tjänst – 2017/2018 (konserthusturné)
- Julshow med Larz Kristerz och Eva Eastwood – 2018

Krogshowerna spelas på Klockargården i Tällberg som ligger i Dalarna.

## Fotnoter
1. ↑  ”Larz-Kristerz släpper ny skiva – och byter skivbolag”. Dalarnas Tidningar. 6 november 2017. Arkiverad från originalet den 3 januari 2018. https://web.archive.org/web/20180103135306/http://www.dt.se/noje/musik/larz-kristerz-slapper-ny-skiva-och-byter-skivbolag. Läst 3 januari 2018.
2. 1 2  blt.se om Larz-Kristerz försäljningsframgång Arkiverad 17 maj 2009 hämtat från the Wayback Machine.
3. ↑  ”mt.se om Larz-Kristerz kommande album”. Arkiverad från originalet den 24 augusti 2009. https://web.archive.org/web/20090824141357/http://www.dt.se/noje/musik/article463932.ece. Läst 23 augusti 2009.
4. 1 2  ”Larz-Kristerz vann grammis för Årets dansband”. Dalarnas Tidningar. 15 januari 2010. Arkiverad från originalet den 3 januari 2018. https://web.archive.org/web/20180103135519/http://www.dt.se/noje/larz-kristerz-vann-grammis-for-arets-dansband. Läst 3 januari 2018.
5. ↑  ”Digital dansbandsvecka från Malung”. Får Jag Lov. https://fjl.se/nyheter/digital-dansbandsvecka-fran-malung/. Läst 17 november 2020.
6. ↑  ”Larz Kristerz”. m.facebook.com. https://m.facebook.com/story.php?story_fbid=10157564122281708&id=46076991707&_ft_=mf_story_key.10157564122281708:top_level_post_id.10157564122281708:tl_objid.10157564122281708:content_owner_id_new.46076991707:throwback_story_fbid.10157564122281708:page_id.46076991707:photo_id.10157564122191708:story_location.4:story_attachment_style.photo:page_insights.%7B%2246076991707%22:%7B%22page_id%22:46076991707,%22actor_id%22:46076991707,%22dm%22:%7B%22isShare%22:0,%22originalPostOwnerID%22:0%7D,%22psn%22:%22EntStatusCreationStory%22,%22post_context%22:%7B%22object_fbtype%22:266,%22publish_time%22:1578674547,%22story_name%22:%22EntStatusCreationStory%22,%22story_fbid%22:%5B10157564122281708%5D%7D,%22role%22:1,%22sl%22:4,%22targets%22:%5B%7B%22actor_id%22:46076991707,%22page_id%22:46076991707,%22post_id%22:10157564122281708,%22role%22:1,%22share_id%22:0%7D%5D%7D%7D&__tn__=*s*s-R. Läst 10 januari 2020.
7. ↑  ”Pressrelease angående Larz-Kristerz medverkan i Dansbandskampen”. Arkiverad från originalet den 20 augusti 2010. https://web.archive.org/web/20100820125555/http://www.alvdalen.se/upload/Dokument/Pressreleaser/Pressrelease%20fr%c3%a5n%20Larz-Kris.pdf. Läst 25 oktober 2008.
8. ↑  Pressrelease angående Larz-Kristerz skivkontrakt med Sony Music Arkiverad 21 december 2008 hämtat från the Wayback Machine.
9. ↑  Dansbandsbloggen 17 juli 2009 - Nya regler i Dansbandskampen gör tävlingen mindre förutsägbar Arkiverad 11 augusti 2010 hämtat från the Wayback Machine.
10. ↑  Swedishcharts - Carina på den svenska singellistan
11. ↑  Swedishcharts - Hem till dig på den svenska albumlistan
12. ↑  Swedishcharts - Om du vill på den svenska albumlistan Arkiverad 5 mars 2016 hämtat från the Wayback Machine.
13. ↑  ”www.dans-web.nu om Guldklavengalan 2005”. Arkiverad från originalet den 9 mars 2016. https://web.archive.org/web/20160309090342/http://dans-web.nu/main/index.php?pid=artikel&ref_artikel=249. Läst 9 juni 2009.
14. ↑  ”Guldregn över Dalarna”. Dalarnas Tidningar. 14 juli 2008. http://www.dt.se/noje/guldregn-over-dalarna-1.
15. ↑  ”Larz-Kristerz dominerade Guldklaven”. Dagens Nyheter. 13 juli 2009. Arkiverad från originalet den 10 september 2013. https://archive.is/20130910234845/http://www.dn.se/kultur-noje/musik/larz-kristerz-dominerade-guldklaven/.
16. ↑  www.larzkristers.com om nomineringarna inför Guldklavengalan 2010 Arkiverad 13 augusti 2010 hämtat från the Wayback Machine.
17. ↑  ”Gammalt och nytt på Guldklaven”. Dalarnas Tidningar. 19 juli 2010. Arkiverad från originalet den 3 januari 2018. https://web.archive.org/web/20180103131442/http://www.dt.se/noje/gammalt-och-nytt-pa-guldklaven. Läst 3 januari 2018.
18. ↑  ”Larz-Kristerz Guldklavenominerade”. Dalarnas Tidningar. 7 juli 2011. Arkiverad från originalet den 31 mars 2016. https://web.archive.org/web/20160331181801/http://www.dt.se/noje/larz-kristerz-guldklavenominerade. Läst 3 januari 2018.
19. ↑  ”Vinnarna i Guldklaven 2012”. fjl.se. Får jag lov. http://fjl.se/nyheter/vinnarna-i-guldklaven-2012/.
20. ↑  ”Vinnare Guldklaven 2014”. dansbandsveckan.se. Arkiverad från originalet den 16 september 2014. https://archive.is/20140916215222/http://dansbandsveckan.se/guldbloggen-vinnare/.
21. ↑  ”www.dt.se om nomineringarna inför Grammisgalan 2010”. Arkiverad från originalet den 17 januari 2011. https://web.archive.org/web/20110117225212/http://www.dt.se/noje/musik/article863268.ece. Läst 15 januari 2011.
22. ↑  ”De kan få grammisar”. Dalarnas Tidningar. 19 december 2011. Arkiverad från originalet den 3 januari 2018. https://web.archive.org/web/20180103131803/http://www.dt.se/noje/de-kan-fa-grammisar. Läst 3 januari 2018.
23. ↑  ”Larz kristerz ÅRETS NYFÖRETAGARE i Älvdalens kommun”. Älvdalens kommun via mynewsdesk.com. 4 augusti 2009. Arkiverad från originalet den 27 april 2013. https://archive.is/20130427074511/http://www.mynewsdesk.com/se/pressroom/alvdalen/pressrelease/view/larz-kristerz-aarets-nyfoeretagare-i-aelvdalens-kommun-309433. Läst 11 augusti 2012.
24. ↑  ”Larz Kristerz tar emot kulturpriset”. Dalarnas Tidningar. 18 juli 2009. Arkiverad från originalet den 18 juli 2009. https://web.archive.org/web/20090718000327/http://www.dt.se/nyheter/alvdalen/article452487.ece.
25. ↑  ”Våra döpta fordon”. Tågkompaniet. Arkiverad från originalet den 31 augusti 2010. https://web.archive.org/web/20100831024915/http://www.tagkompaniet.se/om-oss/vara-dopta-fordon__431. Läst 26 augusti 2010.